# The Grid
The Grid was een Britse dancegroep die bestond uit Dave Ball (1959) en Richard Norris. De groep is het meest bekend van de single Swamp Thing uit 1994. The Grid maakte dat jaar ook de single-remix van het nummer Useless Man van Minty. Minder bekend is dat ze ook de producenten zijn achter de househit Your loving arms van Billie Ray Martin. The Grid ging in 1996 uit elkaar, maar kwam tussen 2005-2008 weer een tijdje bijeen.

## Geschiedenis
Dave Ball had in de vroege jaren tachtig al faam gemaakt in de muziekgroep Soft Cell. Nadat deze groep in 1984 was uiteengevallen werkte hij aan meerdere projecten. In 1988 leerde hij Richard Norris kennen toen ze samen een project deden voor de band Psychic TV. In 1990 hadden ze met de single Floatation een klein succesje wanneer deze in de onderste regionen van de Britse top 100 terechtkomt. Ook de opvolgende singles hadden dit bescheiden succes. In 1990 verscheen het debuutalbum Electric Head. Op het album staat een mix van synthpop en house. Het leverde ze een contract op bij Virgin. Daarvoor maakten ze het album 456 (1992). Hiervoor werd samengewerkt met artiesten als Sun Ra, Robert Fripp en Dieter Meier. De singles wisten bescheiden succes te oogsten.
Het grootste succes van The Grid kwam in 1994 met de single Swamp Thing. Het nummer, dat opviel door zijn banjomelodie, bereikte in meerdere landen de top 10 en kwam in Nederland op 5 en in België op 4 terecht. Rollercoaster deed het eveneens aardig. Beide singles stonden op het album Evolver (1994). Ook hier weer was Robert Fripp van de partij. Het werd het best verkochte album van de groep. Daarna verscheen nog Music for dancing, waarop remixes van eerdere tracks en een nieuw nummer stonden. Niet veel later produceerden ze voor zangeres Billie Ray Martin het nummer Your loving arms, dat in meerdere landen een hit werd. 
In 1996 besloten Norris en Ball uit elkaar te gaan voor het uitwerken van eigen projecten. Dave Ball werd een van de producenten voor het album Impossible Princess (1997) van Kylie Minogue. Er kwam tevens een reünie van Soft Cell met een nieuw album en een nieuwe tournee. Norris werkte in de jaren na The Grid samen met Joe Strummer aan het album Rock Art and the X-Ray Style (1999).
In 2005 hadden zowel Norris als Ball hun handen vrij om weer samen te werken als The Grid. Ze kwamen weer samen en namen het album Döppelganger (2008) op. Hierop waren Chris Braide en wederom Robert Fripp te gast. Daarna gingen beide heren weer hun eigen weg. Richard Norris richtte de groep The Time and Space Machine op.

## Discografie

### Albums
- Electric Head (1990)
- 456 (1992)
- Evolver (1994)
- Music For Dancing (compilatie) (1995)
- Döppelganger (2008)